# Dora (Alabama)
Dora es una ciudad ubicada en el condado de Walker en el estado estadounidense de Alabama. En el censo de 2000, su población era de 2413.

## Demografía
En el 2000 la renta per cápita promedia del hogar era de $21,458, y el ingreso promedio para una familia era de $29,000. El ingreso per cápita para la localidad era de $14,560. Los hombres tenían un ingreso per cápita de $28,942 contra $19,886 para las mujeres.

### Censo de 2000
En el censo de 2000 había 2.413 personas, 984 hogares y 711 familias viviendo en la ciudad. La densidad de población era de 123.5/km². Había 1.080 unidades de vivienda con una densidad media de 55.3/km². La composición racial de la ciudad era 80,61% blanca, 16,66% negra o afroamericana, 0,29% nativa americana, 0,21% asiática, 0,08% isleña del Pacífico, 0,08% de otras razas y 2,07% de dos o más razas. El 0,12% de la población eran hispanos o latinos de cualquier raza.  De los 984 hogares, el 32,9% tenía hijos menores de 18 años que vivían con ellos, el 50,3% eran parejas casadas que vivían juntas, el 18,8% tenía una cabeza de familia sin marido presente y el 27,7% no eran familias. El 25,3% de los hogares eran unipersonales y el 11,8% eran una persona de 65 años o más. El tamaño medio del hogar era de 2,45 y el tamaño medio de la familia era de 2,93.
La distribución por edades fue 26,2% menores de 18 años, 8,8% de 18 a 24, 26,5% de 25 a 44, 25,1% de 45 a 64 y 13,5% de 65 años o más. La mediana de edad fue 36 años. Por cada 100 mujeres había 81,8 hombres. Por cada 100 mujeres de 18 años y más, había 80,3 hombres.
El ingreso familiar medio era de 21.458 dólares y el ingreso familiar medio era de 29.000 dólares. Los hombres tenían un ingreso medio de 28.942 dólares frente a 19.886 dólares de las mujeres. El ingreso per cápita de la ciudad fue de 14.560 dólares. Aproximadamente el 23,1% de las familias y el 27,9% de la población estaban por debajo del umbral de pobreza, incluido el 39,0% de los menores de 18 años y el 23,5% de los de 65 años o más.

### Censo de 2010
En el censo de 2010 había 2.025 personas, 820 hogares y 575 familias viviendo en la ciudad. La densidad de población era 100/km². Había 959 unidades de vivienda con una densidad promedio de 49.4/km². La composición racial de la ciudad era 85,6% blanca, 12,2% negra o afroamericana, 0,3% nativa americana, 0% asiática, 0,1% isleña del Pacífico, 0,3% de otras razas y 1,3% de dos o más razas. El 0,7% de la población eran hispanos o latinos de cualquier raza.  De los 820 hogares, el 27,0% tenía niños menores de 18 años que vivían con ellos, el 48,8% eran parejas casadas que vivían juntas, el 17,1% tenía una cabeza de familia sin marido presente y el 29,9% no eran familias. El 27,2% de los hogares eran unipersonales y el 11,3% eran una persona de 65 años o más. El tamaño medio del hogar era de 2,47 y el tamaño medio de la familia era de 2,98.
La distribución por edades fue 23,6% menores de 18 años, 8,4% de 18 a 24, 26,3% de 25 a 44, 25,5% de 45 a 64 y 16,2% de 65 años o más. La mediana de edad fue 39,2 años. Por cada 100 mujeres había 91,4 hombres. Por cada 100 mujeres de 18 años y más, había 97,6 hombres.
El ingreso familiar medio era de 26.596 dólares y el ingreso familiar medio era de 37.946 dólares. Los hombres tenían un ingreso medio de 35.586 dólares frente a 22.652 dólares de las mujeres. El ingreso per cápita de la ciudad fue de 18.902 dólares. Aproximadamente el 29,0% de las familias y el 25,0% de la población estaban por debajo del umbral de pobreza, incluido el 42,3% de los menores de 18 años y el 3,1% de los de 65 años o más.
La ciudad alberga la escuela secundaria Dora con estudiantes de escuelas primarias y secundarias en Sumiton.  La mascota de la escuela secundaria es el bulldog y es miembro de la Junta de Educación del Condado de Walker.

### Censo de 2020
| Composición racial de Dora         | Composición racial de Dora | Composición racial de Dora |
| Raza                               | Núm.                       | %                          |
| ---------------------------------- | -------------------------- | -------------------------- |
| Blanco (no hispano)                | 1.817                      | 79,1%                      |
| Negro o afroamericano (no hispano) | 326                        | 14,19%                     |
| Nativo americano                   | 6                          | 0,26%                      |
| asiático                           | 24                         | 1,04%                      |
| Otro/Mixto                         | 108                        | 4,7%                       |
| hispano o latino                   | 16                         | 0,7%                       |

## Geografía
Dora se encuentra ubicada en las coordenadas 33°43′46″N 87°5′13″O / 33.72944, -87.08694 (33.729476, -87.087013).
Según la Oficina del Censo de los EE. UU., la ciudad tiene un área total de 7.54 millas cuadradas (19.54 km²).

## Historia
Los primeros pobladores de la zona ahora conocida como Dora fueron James. M. Davis, Ezekiel Morgan y Cole Smith  a principios de la década de 1830.   Más tarde, en la década de 1830, los colonos se establecieron aquí. El ferrocarril de Kansas City, Memphis y Birmingham tendió una línea a través del asentamiento en 1886 y llamó a su depósito "Sharon".  Se fundaron Magella Coal Company y Horse Creek Coal and Coke Company, y en 1890, el área se llamaba Horse Creek y se incorporó como la ciudad de Horse Creek en 1897.  En 1900, se ubicaron varias minas de carbón cerca. Había una escuela, iglesias, negocios y médicos. El nombre fue cambiado a Dora en 1906.  En el censo de 2020, la población era de 2.297, frente a 2.024 en 2010.
Un parque urbano, el departamento de policía y el cuerpo de bomberos se encuentran ubicados debajo del Ayuntamiento (1485 Sharon Blvd, Dora AL, 35062).